# Resolució 1080 del Consell de Seguretat de les Nacions Unides
La Resolució 1080 del Consell de Seguretat de les Nacions Unides fou adoptada per unanimitat el 15 de novembre de 1996. Després de reafirmar la resolució 1078 (1996) sobre la situació a la regió dels Grans Llacs d'Àfrica, el Consell, en virtut del Capítol VII de la Carta de les Nacions Unides, va establir una força humanitària multinacional a l'est del Zaire.
El Consell de Seguretat va reconèixer que era urgent abordar la situació al Zaire oriental. Calia urgentment una conferència sobre pau, seguretat i desenvolupament a la regió dels Grans Llacs sota els auspicis de les Nacions Unides i l'Organització de la Unitat Africana.
Actuant en virtut del Capítol VII, la resolució va tornar a demanar un alto el foc immediat i va condemnar totes les hostilitats a la regió. Mentrestant, es van fer ofertes dels Estats membres relatives a la creació d'una força humanitària temporal per ajudar els refugiats i desplaçats a l'est del Zaire i assistir a aquells que volien tornar a Ruanda, i que també tenien com a objectiu prevenir la difusió de la crisi en altres llocs. Es va instar als països a utilitzar totes les mesures possibles. Canadà s'havia ofert a liderar la força, que havia rebut 10.000 soldats de 20 països. L'operació acabaria el 31 de març de 1997, llevat que els objectius de la missió s'haguessin complert abans. Es va crear un fons fiduciari voluntari per rebre finançament per a l'operació.
El Consell pretenia llavors establir una operació de seguiment que succeís a la força multinacional i, a aquest respecte, va demanar al Secretari General Boutros Boutros-Ghali que considerés el mandat, l'abast, la mida i la durada d'aquesta força en un informe que es presentarà a tot tardar l'1 de gener de 1997.